# Maryna Moroz
Pour les articles homonymes, voir Moroz.
Maryna Moroz, née le 8 septembre 1991 à Dnipropetrovsk (Ukraine), est une pratiquante de MMA ukrainienne évoluant au sein de l'organisation UFC dans la catégorie des poids pailles.

## Palmarès en MMA
| 9 combats      | 8 victoires | 1 défaites |
| Par KO         | 1           | 0          |
| Par soumission | 5           | 0          |
| Sur décision   | 2           | 1          |

| Résultat | Record | Adversaire         | Méthode                   | Événement                                | Date              | Round | Temps | Lieu                             | Notes                                                     |
| -------- | ------ | ------------------ | ------------------------- | ---------------------------------------- | ----------------- | ----- | ----- | -------------------------------- | --------------------------------------------------------- |
| Victoire | 8–1    | Danielle Taylor    | Décision partagée         | UFC Fight Night: Rodríguez vs. Caceres   | 6 août 2016       | 3     | 5:00  | Salt Lake City, Utah, États-Unis |                                                           |
| Victoire | 7–1    | Cristina Stanciu   | Décision unanime          | UFC Fight Night: Rothwell vs. Dos Santos | 10 avril 2016     | 3     | 5:00  | Zagreb, Croatie                  |                                                           |
| Défaite  | 6–1    | Valérie Létourneau | Décision unanime          | UFC Fight Night: Holloway vs. Oliveira   | 23 août 2015      | 3     | 5:00  | Saskatoon, Saskatchewan, Canada  |                                                           |
| Victoire | 6–0    | Joanne Calderwood  | Soumission (clé de bras)  | UFC Fight Night: Gonzaga vs. Cro Cop 2   | 11 avril 2015     | 1     | 1:30  | Cracovie, Pologne                |                                                           |
| Victoire | 5–0    | Karine Silva       | Soumission (clé de bras)  | XFCI: XFC International 7                | 1er novembre 2014 | 1     | 3:27  | São Paulo, Brésil                | Quart de finale du Tournoi Féminin XFCI des poids pailles |
| Victoire | 4–0    | Ilona Avdeeva      | TKO (arrêt du médecin)    | IMAT: Moroz vs. Avdeeva                  | 7 septembre 2014  | 1     | 1:15  | Moscou, Russie                   |                                                           |
| Victoire | 3–0    | Jin Tang           | Soumission (clé de coude) | Kunlun Fight 8: World Tour               | 24 août 2014      | 1     | 3:50  | Leshan, Sichuan, Chine           |                                                           |
| Victoire | 2–0    | Feier Huang        | Soumission (clé de bras)  | Kunlun Fight 5: World Tour               | 1er juin 2014     | 1     | 2:52  | Leshan, Sichuan, Chine           |                                                           |
| Victoire | 1–0    | Yana Kuzioma       | Soumission (clé de bras)  | OC: Oplot Challenge 89                   | 23 novembre 2013  | 2     | 1:12  | Kharkov, Kharkiv, Ukraine        |                                                           |